# 민주당 (브라질)
민주당(民主黨, 포르투갈어: Democratas, DEM)은 브라질의 보수 정당으로, 1985년 설립되었다. 2016년 총선거 결과, 브라질 하원의 경우 브라질 사회당 다음에 제8당인 반면 브라질 상원의 경우 공화당과 함께 제6당이다.